# Boissei-la-Lande
Boissei-la-Lande là một xã thuộc tỉnh Orne vùng Normandie tây bắc nước nước Pháp. Xã này nằm ở khu vực có độ cao trung bình 166 mét trên mực nước biển.